# Červený dvůr (Jenišovice)
Červený dvůr (také Činov, Czinow, Rothe Hoff, Neu Hoff) je bývalý poplužní statek založený v 17. století hraběcím rodem Des Fours v rámci panství Hrubý Rohozec. Statek stojí na katastru obce Jenišovice. Po rozsáhlé rekonstrukci jej využívá jako sídlo soukromá společnost. Statek je památkově chráněný.

## Historie
Na místě dnešního statku původně stála ves a tvrz Činov. Tu založili vladykové z Činova (1322 - 1450). Osada byla naposledy připomínána v roce 1653. 
V 17. století (přesné datum se nezachovalo) vznikl na místě osady poplužní statek Červený dvůr. Své jméno dostal podle červené omítky. V první polovině 18. století prošel statek barokní úpravou. Po konfiskaci zámku Hrubý Rohozec v roce 1945 přišli Des Foursové i o statek Červený dvůr.
Roku 1952 převzalo areál JZD Družba Jenišovice. Neudržované budovy rychle chátraly. Stav se nezměnil ani po rozpadu JZD Družba Jenišovice na čtyři části po roce 1990. Nově vzniklé Zemědělské družstvo Černava nemělo na údržbu statku potřebné peníze. V objektu se začaly propadat stropy, střechou zatékalo.
Zchátralý objekt koupila v roce 1997 soukromá společnost. Statek díky ní prošel kompletní rekonstrukcí. Dnes zde má tato společnost sídlo.

## Soudní spor
Statek je dotčen soudním sporem o návrat majetku Des Fours Walderode dědičce po Karlovi Des Fours Walderode Johanně Kammerlanderové. Ta se domáhá zneplatnění konfiskace majetku rodiny v roce 1945 na základě Benešových dekretů. Soud se zabývá kolaborací Karla Des Fours Walderode s nacisty. Rodině již byl přiznán nárok na některé pozemky.

## Architektura

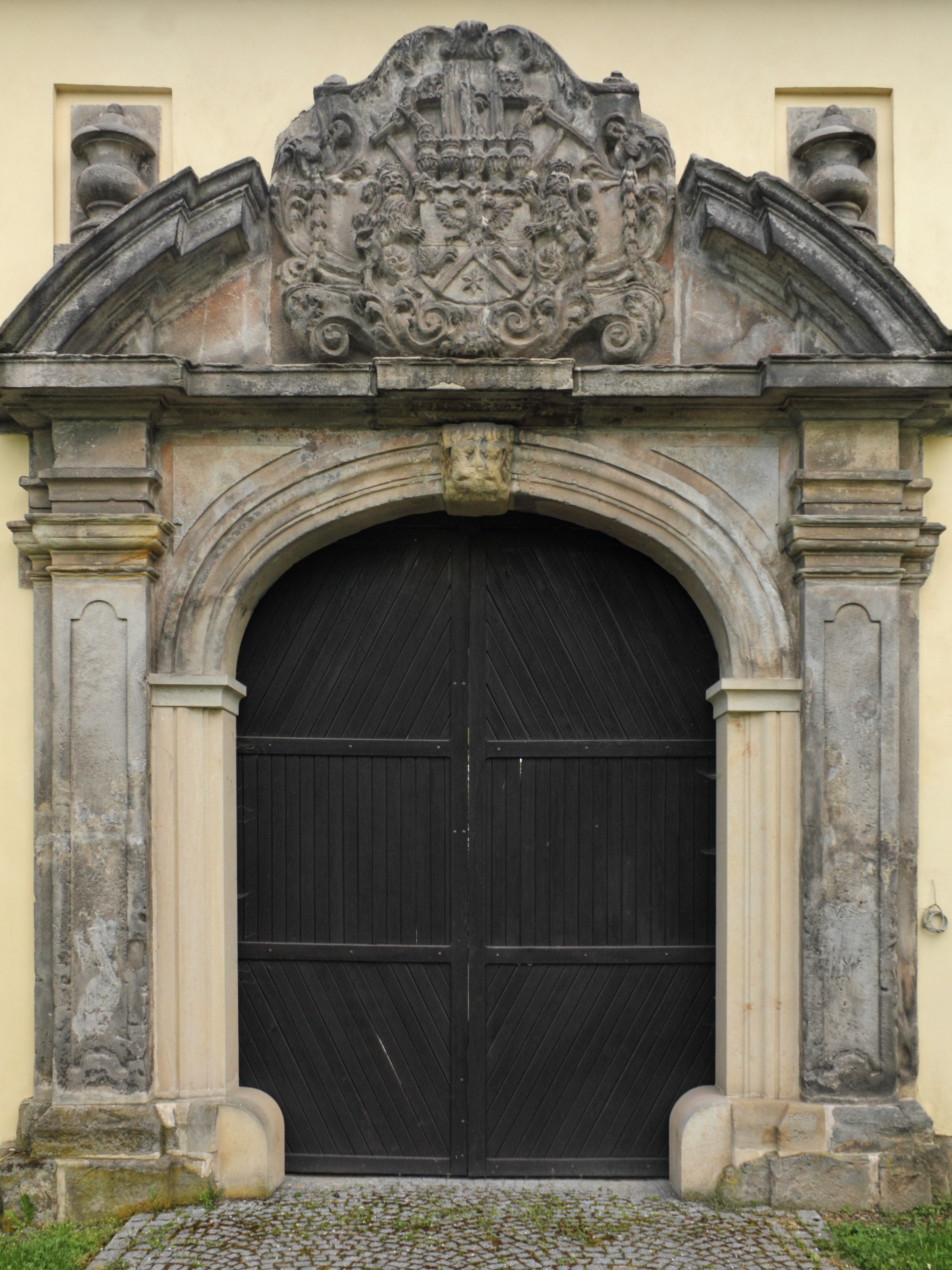
Bohatě zdobená brána do dvora

Statek tvoří zděné patrové budovy se sedlovými střechami, které jsou postavené do čtverce kolem vnitřního dvora. Vstupní brána je na severní straně ve směru k silnici z Jenišovic do Turnova. Jedná se o bohatě zdobený barokní portál zakončený stlačeným obloukem. Bránu zdobí oblamovaná římsa se segmentovanou atikou a vázami. Nad atikou je do pískovce vytesaný erb rodu Des Fours. 
Západní část statku je otevřená a pokračuje ovocnou alejí volně do krajiny.